# De ronde van '43 (hoorspel)
De ronde van ’43 is een hoorspel naar de gelijknamige novelle (1981) van Henri Knap. Het werd bewerkt door Gijsbert van Rossum en de VARA zond het uit op woensdag 30 april 1986. De regisseur was Justine van Maaren. Het hoorspel duurde 79 minuten.

## Rolbezetting
- Hans Karsenbarg (Theo Koenders)
- Liesbeth Struppert (Antoinette, z’n vrouw)
- Thera van Homeijer (Tilly)
- Wim de Meyer (Gert)
- Jan Borkus (Van Derenberg)
- Emmy Lopes Dias (Ida van Derenberg)
- Johan Sirag (De Jong)
- Riek Schagen (z’n vrouw Co)
- Hans Hoekman (Guurt)
- Paula Majoor (Dien, z’n vrouw)
- Sacco van der Made (Laurens van Doorn)
- Paul van der Lek (Karel van Munster)
- Joke Reitsma-Hagelen (Truus van Munster)
- Peter Lusse (een jongen)
- Hans Veerman (Anton Driessen)
- Maria Lindes (Frieda Driessen)
- Guy Lavreysen (Joost van Amerongen)
- Joke Reitsma-Hagelen (Agnita, de vrouw van Joost)
- Hans Veerman (een eerste Duitser)
- Gijs van den Heuvel (een tweede Duitser)

## Inhoud
Dit verhaal speelt zich af op één oorlogsdag in een Nederlandse provinciestad. Een jonge huisvader, Theo Koenders, moet een joods meisje laten onderduiken. Zelfs voor maar één of twee nachten is dit al erg moeilijk. De twee maken een lange zwerftocht op de fiets door de regen waarbij ze een tiental gezinnen bezoeken. Bij alle tien de gezinnen krijgen ze ‘nee' te horen. Het gezin is te heilig om gevaar te mogen lopen. Een heel scala van uitvluchten wordt gebruikt om zonder gezichtsverlies de opname van het meisje te weigeren. Soms is men zelfs gekwetst dat men door Theo voor dit probleem wordt gezet. Allemaal voelen ze zich goede Nederlanders. En gezegd moet worden dat in één geval de voorzichtige weigering doet vermoeden dat er waarschijnlijk al joden in huis waren. Maar bij alle anderen wordt teruggedeinsd voor het gevaar. Ondertussen dringt de tijd, want ze moeten vóór spertijd onderdak zien te vinden. Op het eind besluit Theo het meisje zelf in huis te nemen, bij gebrek aan onderdak elders. Zijn vrouw ontvangt hen begripvol, als zij vlak na acht uur thuiskomen...
Bibliografie
- De Ronde van ’43 werd uitgegeven als boekenweekgeschenk door de CPNB, de Commissie voor de Collectieve Propaganda van het Nederlandse boek, ter gelegenheid van de Boekenweek 1981.